# Ожех (Сілезьке воєводство)
Ожех (пол. Orzech, нім. Orzech) — село в Польщі, у гміні Сьверклянець Тарноґурського повіту Сілезького воєводства.
Населення — 1989 осіб (2011).
У 1975-1998 роках село належало до Катовицького воєводства.

## Демографія
Демографічна структура станом на 31 березня 2011 року:
|          | Загалом | Допрацездатний вік | Працездатний вік | Постпрацездатний вік |
| -------- | ------- | ------------------ | ---------------- | -------------------- |
| Чоловіки | 984     | 164                | 714              | 106                  |
| Жінки    | 1005    | 173                | 626              | 206                  |
| Разом    | 1989    | 337                | 1340             | 312                  |